# 葉挺
葉 挺（よう てい、イェー・ティン、1896年9月10日 - 1946年4月8日）は、中華民国の軍人。南方政府、国民政府（国民革命軍）の軍人で、粤軍（広東軍）出身。はじめは中国国民党、後に中国共産党に属した。南昌起義の主導者、新四軍軍長として著名である。原名は詢。字は希夷。

## 事跡
初めは恵陽県中等蚕業学校（養蚕業の専門学校）で学んでいた。しかし、転じて広州陸軍小学に入学した。
1914年（民国3年）12月、湖北陸軍第二予備学校に入学する。1916年（民国5年）より保定陸軍軍官学校工兵科で学んだ。民国7年（1918年）、南方へ向かって粤軍（広東軍）に加入する。1919年（民国8年）、中国国民党に入党した。以後、順調に昇進し、1923年（民国12年）3月、憲兵司令部参謀長兼第1営営長に就任した。
1924年（民国13年）秋にソ連を訪れる。東方大学に入学し、あわせて中国共産党に入党した。1925年（民国14年）秋に帰国し、国民革命軍第4軍参謀処長に就任した。その後、第4軍第12師第34団団長に就任する。さらに同団は独立団に改組され、引き続き団長を務めた。1926年（民国15年）5月、葉挺の独立団は北伐先遣隊の任務を受け、同年8月の湖北省での呉佩孚軍との戦いで軍功をあげた。これにより、第4軍が「鉄軍」と呼ばれる栄誉を受ける上で貢献した。
1927年（民国16年）に武漢国民政府が成立してからは、第4軍第24師師長、第11軍副軍長、武漢衛戍司令などを歴任した。しかし同年8月1日、南昌起義を主導して、共産党として蜂起し、国民革命軍から離脱した。12月、共産党の広州起義にも参加したが、失敗に終わり、欧州へ逃れた。これにより、葉挺と共産党との関係は、しばらく途切れてしまう。
1937年（民国26年）、日中戦争が全面勃発すると、葉挺は帰国し、抗戦に参加した。同年10月、葉挺は新編第4軍（いわゆる新四軍）軍長に任命され、華中で転戦する。しかし、新四軍は紅軍主体の軍勢であったため、蔣介石から猜疑を受けるようになってしまう。そして1941年（民国29年）1月14日、安徽省南部で、新四軍は国民党の大軍に包囲攻撃されてほぼ殲滅される。葉挺は捕虜となり、副軍長項英は戦死した（皖南事変）。
以後、葉挺は各地で拘禁され続け、1946年（民国35年）3月4日に、重慶でようやく釈放された。その3日後に葉挺は共産党に再入党している。しかし同年4月8日、葉挺は、王若飛、博古、鄧発らとともに空路で延安に戻る途中、乗っていた飛行機が山西省興県黒茶山附近で墜落して死亡した。享年51（満49歳）。

## 顕彰
中国人民解放軍陸軍第379連隊は、葉挺が指揮した独立団をルーツとし、栄誉称号「葉挺独立団」を有する。同連隊の所属する第127師団は、「鉄軍」の称号を継承している。